# Xóm Củi
Xóm Củi là một phường thuộc Quận 8, Thành phố Hồ Chí Minh, Việt Nam.
Phường 11 có diện tích 0,27 km², dân số năm 2021 là 8.022 người,  mật độ dân số đạt 29.711 người/km².